# 리마이사우루스

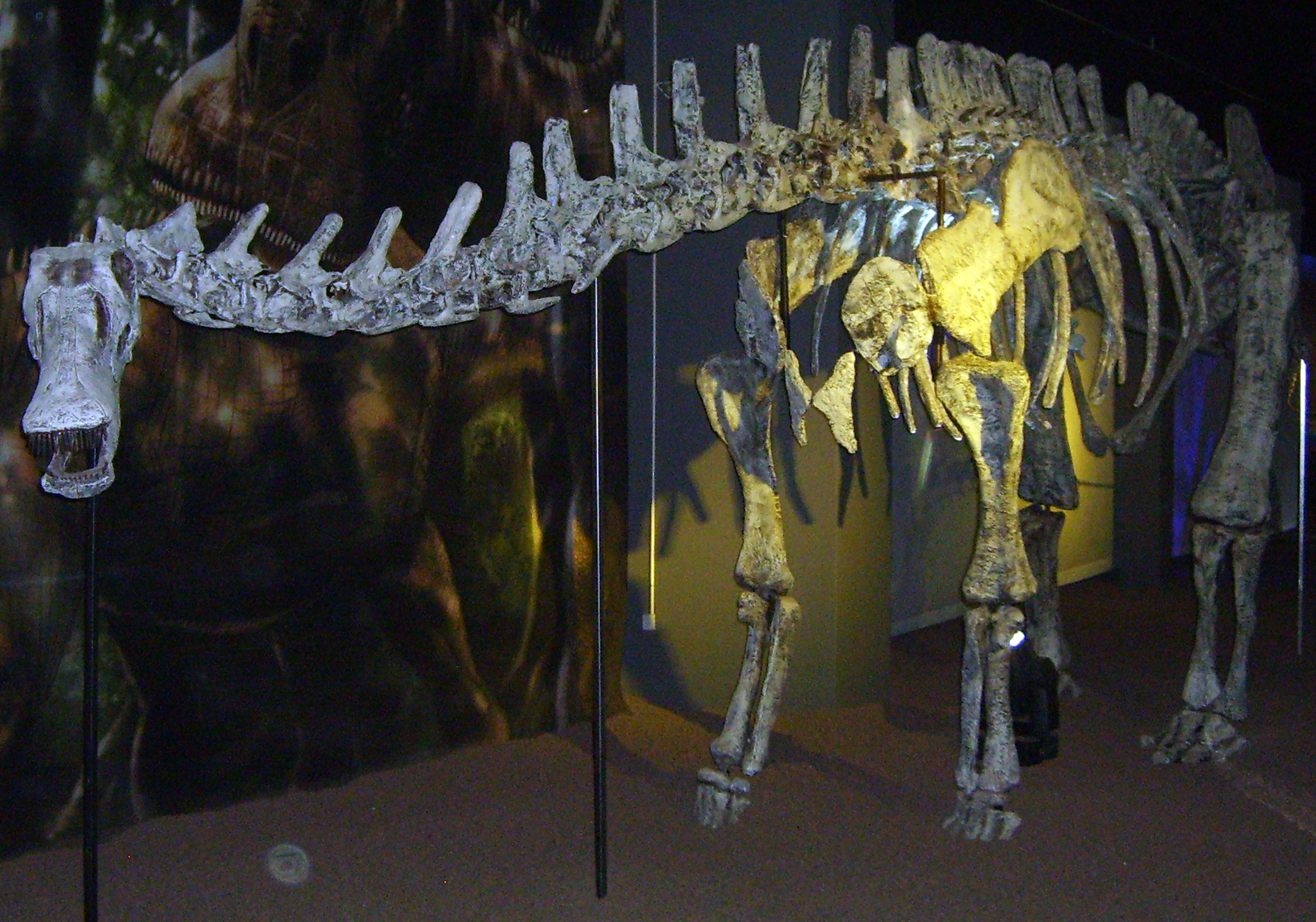

리마이사우루스(Limaysaurus)는 백악기 전기에 남미에서 살았던 용각류인 공룡이다. 본래는 레바키사우루스와 라이오소사우루스와 같은종으로 취급됐으나 훗날에 다른종으로 분리가 되었다. 레바키사우루스과에 속하며 학명의 의미는 리마이의 도마뱀이란 뜻이고 몸길이는 10~12M에 몸무게는 6~8TON이 나갔던 공룡이다. 2004년에 새로이 명명이 된 공룡이다.

## 리마이사우루스의 특징
리마이사우루스는 지금은 다른종으로 분리가 되었지만 레바키사우루스와 라이오소사우루스와 함께 레바키사우루스과에 속하는 공룡인만큼 이들의 공룡과 비슷한점이 많다. 리마이사우루스는 대신 이들의 종과 달리 크기가 작고 목과 꼬리가 짧은점의 다른점들이 있어서 포식자인 육식공룡들이 사냥하기엔 쉬운 상대였다. 식성은 초식공룡이며 크기가 작고 목과 꼬리도 다른 친척들에 비해서 짧기에 낮게 자라는 나무의 잎과 열매를 먹고 살았으며 육식공룡들로부터 자신을 보호하기 위해 군집생황을 하였다. 이러한 군집생활을 통해서 육식공룡들의 위협으로부터 자신을 방어했을것이다.

## 리마이사우루스의 발견에 대한 의의
리마이사우루스는 본래 레바키사우루스와 라이오소사우루스와 같은 종류로 취급됐지만 공룡의 연구에 따라 다른종으로 분류가 되었으며 이러한 공룡연구의 발전은 새로운 공룡에 대한 지식을 알게 해줬다. 또한 이공룡은 크기는 작지만 그만큼의 의의가 큰 공룡으로서 앞으로 공룡의 연구와 학술적가치에서도 큰 과제로 남을 좋은 공룡이다.